# Samuel Eilenberg

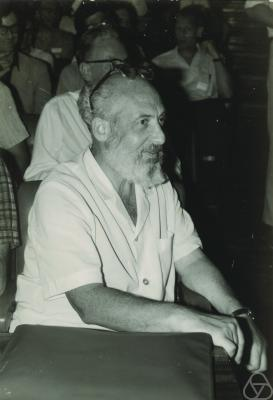
Samuel Eilenberg (1970)

Samuel Eilenberg (Warschau, 30 september 1913 - New York, 30 januari 1998) was een van oorsprong Pools, later Amerikaans wiskundige. Samen met Saunders Mac Lane geldt hij als de grondlegger van de categorietheorie.
In 1936 behaalde hij zijn doctoraat van Universiteit van Warschau. Zijn begeleider bij het schrijven van zijn proefschrift was Karol Borsuk. Zijn grootste interesse ging uit naar de algebraïsche topologie. Met Norman Steenrod werkte hij aan de axiomatische behandeling van de homologietheorie. Deze samenwerking leidde tot de Eilenberg-Steenrod-axioma's. Met Saunders Mac Lane werkte hij aan de homologische algebra. Gedurende deze samenwerking formuleerden Eilenberg en Mac Lane samen de categorietheorie. 
Eilenberg nam deel aan Bourbaki bijeenkomsten, en samen met Henri Cartan schreef hij in 1956 het klassieke boek Homological Algebra (Homologische algebra).  
Later in zijn leven werkte hij voornamelijk aan de zuivere categorietheorie. De Eilenberg-paradox (Eng: Eilenberg-swindle) is een bewijstechniek waarbij eigenschappen van telescoopsommen worden toegepast op projectieve modulen. 
Eilenberg schreef een belangrijk boek over automatentheorie. De X-machine, een voorbeeld van een automaat, werd in 1974 door Eilenberg geïntroduceerd. 